# Angiorhina
Angiorhina är ett släkte av tvåvingar. Angiorhina ingår i familjen parasitflugor.
Kladogram enligt Dyntaxa:
| Angiorhina | \| \| Angiorhina fulvicornis \| \| \| \| \| \| Angiorhina puncticeps \| \| \| \| |
|            | \| \| Angiorhina fulvicornis \| \| \| \| \| \| Angiorhina puncticeps \| \| \| \| |
|            | Angiorhina fulvicornis                                                           |
|            |                                                                                  |
|            | Angiorhina puncticeps                                                            |
|            |                                                                                  |